# Nkongho
Nkongho (auch Kinkwa, Lekongo und Hoch-Mbo) ist eine Bantusprache und wird von circa 2230 Menschen in Kamerun gesprochen. 
Sie ist im Département Koupé-Manengouba in der Region Sud-Ouest verbreitet. Circa 15–25 % der zweitsprachigen Sprecher können Nkongho lesen und schreiben.

## Klassifikation
Nkongho ist eine Nordwest-Bantusprache und gehört zur Lundu-Balong-Gruppe, die als Guthrie-Zone A10 klassifiziert wird.